# Säffle kyrka
Säffle kyrka är en kyrkobyggnad som tillhör Säffle församling i Karlstads stift. Kyrkan ligger centralt i samhället Säffle.

## Kyrkobyggnaden
Kyrkan med församlingslokaler uppfördes efter ritningar av arkitekt Gunnar Bornö från Göteborg. 9 maj 1965 invigdes kyrkan av biskop Gert Borgenstierna. 
Utvändigt är kyrkan klädd med rödbrunt fasadtegel från Höganäs. Taket är klätt med kopparplåt. I öster finns en sakristia och i väster finns församlingslokaler.
Väster om kyrkan finns en klockstapel som byggdes så sent som 1984. Stapelns underdel är klädd med rött tegel medan dess överdel är en stålkonstruktion med kopparklädd rund huv som kröns med ett kors. I stapeln hänger tre klockor.
Kyrkorummet har nord-sydlig orientering med altare och kor i söder. Huvudingången ligger i norr och går genom ett inbyggt vapenhus. Kyrkorummets golv är av hyvlad kalksten. Innerväggarna består av vitslammat tegel. Det platta innertaket är av omålat trä. En tredjedel av kyrkorummet upptas av koret som ligger tre trappsteg ovanför övriga kyrkorummet.
Korfönstret samt fönstret vid dopfunten är båda utförda i glasmosaik av professor Sven Erixson.

## Inventarier
- Altartavlan är en omålad skuren trärelief utförd av skulptören Sven Lundqvist i Lidingö.
- Altarets kors och ljusstakar är utförda av silversmeden Sigurd Persson i Stockholm.
- Vid korets södra sida finns ett dopaltare med en fyrkantig dopfunt av sten.
- Vid korets norra sida finns en predikstol av lackerad furu.
- I sakristian hänger en gobelängvävnad utförd av Isabella Laurel Kristensson i Rom. Den heter "Byggnaden av Noaks ark" och har motiv från Roms katakomber.
- Ett votivskepp föreställande vänerskutan Tor skänktes till kyrkan när den byggdes. Från början hängde skeppet över ingången, men i samband med en renovering 1989 flyttades skeppet till korväggen vänster om altaret.

### Orgel
- Nuvarande orgel med 26 stämmor är byggd av A. Magnussons orgelbyggeri AB, Mölnlycke. Orgeln invigdes söndagen den 10 oktober 1976. Orgeln är mekanisk och har fria och fasta kombinationer.

| Huvudverk I    | Svällverk II        | Pedal              | Koppel |
| Principal 8'   | Borduna 16´         | Subbas 16´         | I/P    |
| Rörflöjt 8´    | Gedackt 8´          | Principal 8´       | II/P   |
| Oktava 4'      | Spetsgamba 8'       | Gedackt 8´         | II/I   |
| Koppelflöjt 4' | Voix celeste 8'     | Oktava 4'          |        |
| Kvinta 2 2/3'  | Principal 4'        | Rauschkvint III-IV |        |
| Oktava 2'      | Flûte octaviante 4' | Basun 16'          |        |
| Ters 1 3/5'    | Gemshorn 2'         | Trumpet 4'         |        |
| Mixtur IV      | Nasat 1 1/3'        |                    |        |
| Trumpet 8'     | Mixtur IV           |                    |        |
|                | Krumhorn 8'         |                    |        |
|                | Tremulant           |                    |        |
|                | Crescendosvällare   |                    |        |

### Webbkällor
- Kyrkor i Karlstads stift Del II, Utgiven av Värmlands Museum och Karlstads stift, 2008, ISBN 91-85224-72-3
- byggnadspresentation
- anläggningspresentation
- Wikimedia Commons har media som rör Säffle kyrka.